# Елисеенок, Александр Евгеньевич
Александр Евгеньевич Елисеенок (род. 18 мая 1990, Ленинград, СССР) — российский футболист, нападающий.

## Карьера
Некоторое время находился в системе петербургского клуба «Зенит-2». Начинал карьеру в 2010 году в клубе «Волочанин-Ратмир». В январе 2011 года перешёл в «Локомотив-2». В августе того же года пополнил ряды тверской «Волги». В 2012—2013 годах защищал цвета «Питера». В 2014 году подписал контракт с эстонским клубом «Нарва-Транс». Дебютировал в Мейстрилиге 15 марта в матче против йыхвинского «Локомотива» (5:0). Однако, в июле руководство клуба приняло решение расстаться с Елисеенком из-за того, что 11 играх чемпионата страны он не сумел забить не одного гола.

## Личная жизнь
Отец Евгений Елисеенок (род. 1962) также был футболистом, выступал за «Север».